# Exultate Deo (Poulenc)
Pour les articles homonymes, voir Exultate Deo.

Exultate Deo, FP 109, sous-titré Motet pour les fêtes solennelles, est un motet pour chœur mixte a cappella composé par Francis Poulenc en 1941.

## Génèse
Poulenc compose l'oeuvre en mai  1941 dans sa maison de Noizay, en même temps que son autre motet Salve Regina. L'œuvre est dédiée, comme son sextuor, à Georges Salles, conservateur au musée du Louvre, qui a logé quelque temps Poulenc dans sa résidence de Montmartre.

## Composition
L'œuvre mêle des éléments évoquant la polyphonie de la Renaissance, en particulier les premières mesures qui paraphrasent le motet Exsultate Deo de Giovanni Pierluigi da Palestrina datant de 1572, avec des éléments harmoniques plus typiques de l'écriture chorale de Poulenc. Il s'agit d'un des rares compositions chorales de  Poulenc a utiliser le contrepoint.
L'exécution de la pièce dure environ 3 minutes.

## Texte
Exultate Deo, adjutori nostro,

Jubilate Deo Jacob.

Sumite psalmun, et date tympanum

Psalterium jucundum cum cythara

Buccinate in neomenia tuba

Insigni die solemnitatis vestrae.
— Ps 81,2-4

## Discographie sélective
- 1996, Francis Poulenc, Motets et messe en sol majeur, RIAS Kammerchor, Marcus Creed (dir.), Harmonia Mundi
- 1998, Francis Poulenc, Musique chorale religieuse, Nederlands Kamerkoor, Eric Ericson (dir.), Globe
- 1998, Francis Poulenc, Oeuvres sacrées, Accentus, Laurence Equilbey (dir.), Musidisc
- 2008, Poulenc: Gloria & Motets, Polyphony, Choir of Trinity College Cambridge, Britten Symphonia, Stephen Layton (dir.), Susan Gritton(sop.), Hyperion